# Торемађоре
Торемађоре (итал. Torremaggiore) је насеље у Италији у округу Фођа, региону Апулија.
Према процени из 2011. у насељу је живело 16955 становника. Насеље се налази на надморској висини од 157 м.

## Становништво
Према резултатима пописа становништва 2011. у општини је живело 17.365 становника.
| 1931.  | 1936.  | 1951.  | 1961.  | 1971.  | 1981.  | 1991.  | 2001.  | 2011.  |
| ------ | ------ | ------ | ------ | ------ | ------ | ------ | ------ | ------ |
| 14.506 | 15.198 | 18.270 | 17.318 | 16.316 | 17.074 | 17.405 | 17.021 | 17.365 |

## Партнерски градови
- Каноза ди Пуља
- Вилафалето
- Буфало